# Numa numa

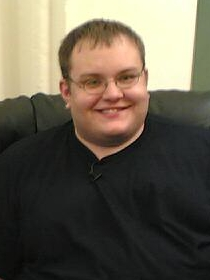
Gary Brolsma

Numa Numa – nazwa internetowej parodii piosenki Dragostea din tei mołdawskiego zespołu muzyki dance O-Zone.
„Numa Numa” to nagrane kamerą internetową wideo zapisane w technologii Flash przez dziewiętnastoletniego Amerykanina, Gary’ego Brolsmę, który naśladuje mimiką tekst piosenki. Pierwsza wersja wyglądała, jakby była pod koniec zmontowana, ponieważ wideo straciło synchronizację z piosenką. Późniejsza wersja, dostępna na witrynie Newgrounds (portal z różnymi filmikami podobnymi do tego) jest nagrana bez tego błędu.
Wersja Brolsmy jest niewątpliwie najbardziej popularną parodią tej piosenki, jednakże nie była pierwszą tego typu produkcją. Wersja od nieznanego człowieka pojawiła się w internecie na długo przed wersją Brolsmy. Plik ten nie jest widoczny na żadnej stronie, ale łatwo można znaleźć go za pomocą wyszukiwarek internetowych. W Internecie pojawiło się również wiele imitacji i parodii samego „Numa numa”.
Tytuł „Numa numa” pochodzi od słów refrenu piosenki, „nu mă, nu mă, nu mă iei”, co w wolnym tłumaczeniu oznacza „nie zabierzesz, nie zabierzesz mnie”.
Gary Brolsma 12 grudnia 2004 roku wysłał „Numa Numa Dance” na portal Newgrounds.
Gary Brolsma był nastolatkiem, żyjącym w Saddle Brook w New Jersey, przedmieściu Nowego Jorku. Jak sam mówi, nie jest szczęśliwy z powodu swojej sławy. „The New York Times” napisał, że Brolsma znalazł się w niewłaściwym miejscu o niewłaściwej porze. Brolsma przestał odbierać telefony od mediów; odwołał wizytę w programie Today Show w telewizji NBC, w którym miał wystąpić 17 lutego 2005 i nie pomógł gazecie „The New York Times” w napisaniu artykułu na jego temat, który ukazał się 26 lutego 2005.
W internecie umieszczonych jest wiele innych parodii tej piosenki, również takich, które wykorzystują znaki ASCII do animacji, czy tańczące klocki lego. Wersja „tekstowa” (tzw. misheard lyrics) może wyglądać na zupełnie niezłożoną i nie mającą sensu, ale nie jest to prawidłowe spojrzenie. Obrazki przedstawiają tekst piosenki po fonetycznym przetłumaczeniu tekstu na języki angielski i japoński (na przykład, w pierwszej zwrotce są słowa: alo = arrow (ang. strzała), salut = saru (jap. małpa), sunt eu = sugee (jap. niewiarygodne), un = un (jap. tak), haiduc = haidoku (jap. przeczytać) i şi te rog = ji bero (jap. znaki diakrytyczne)), beep = beef (ang. wołowina).
„Numa numa” Gary’ego Brolsmy stała się jednym z najpopularniejszych klipów dostępnych w internecie od czasu swojego powstania. Nawet imię Gary’ego stało się sławne w wielu krajach na całym świecie, a jego filmik jest odpowiedzialny za wzrost popularności wielu piosenek zespołu O-Zone, które nie były znane dobrze poza Europą. Popularność tego wideo sprawiła, że jest często mylony z oryginalnym tytułem.
Na newgrounds.com Brolsma skomentował cały rozgłos na jego temat, mówiąc: Jesteście szaleni!